# Навчальний центр прикордонної служби (Україна)

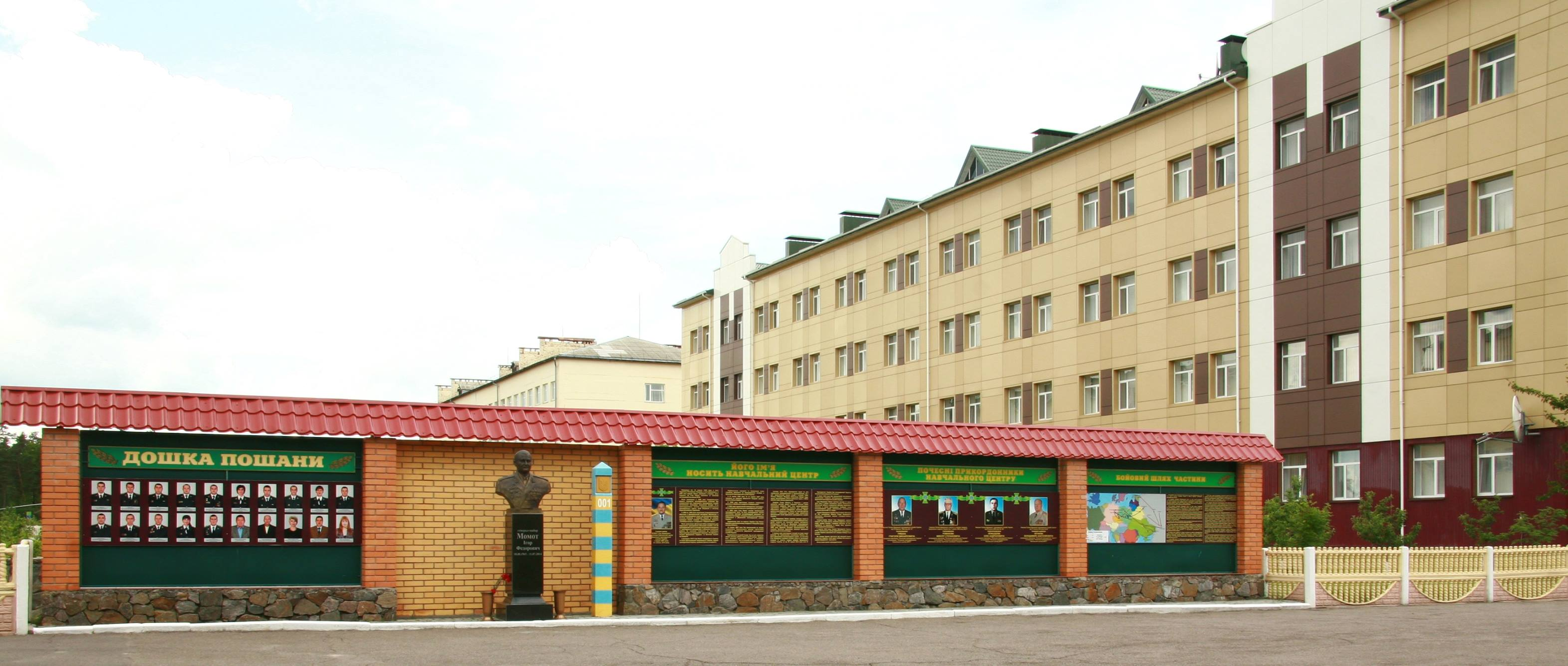
Навчальний центр підготовки молодших спеціалістів Державної прикордонної служби України імені генерал-майора Ігоря Момота

Головний центр підготовки особового складу Державної прикордонної служби України імені генерал-майора Ігоря Момота (в/ч 9930) — державний професійно-технічний навчальний заклад з підготовки молодшого персоналу для органів охорони державного кордону. Навчальний центр має третій атестаційний рівень. Підпорядкований Державній прикордонній службі України.
У жовтні 2014 року навчальний центр названий на честь Ігоря Федоровича Момота.

## Історія
У 1992 році особовий склад 76-го гвардійського танкового полку склав присягу на вірність українському народу. 
1 травня 1992 року полк передано у розпорядження Державного комітету у справах охорони державного кордону України.
1 липня 1992 року військову частину перейменовано у 1-й Оршанський навчальний прикордонний загін.
Перший випуск навчальний загін зробив восени 1992 року за спеціальностями «стрільці», «водії», «майстри електроприладів».
6 грудня 2007 року Навчальний прикордонний загін отримав найменування — Навчальний Гвардійський Оршанський орденів Суворова, Кутузова і Олександра Невського центр ДПСУ.

### Війна на сході України
З березня 2014 року взяли участь в охороні державного кордону в зоні АТО у складі мотоманевреної групи 320 військовослужбовців Навчального центру.
52 військовослужбовці Навчального центру нагороджені державними нагородами та 140 військовослужбовців нагороджені відомчими нагородами за мужність і героїзм проявлені під час виконання завдань в зоні АТО.
7 жовтня 2014 року Указом Президента України Центру присвоєно почесне найменування «Імені генерал-майора Ігоря Федоровича Момота».
Станом на 2016 рік в бойових діях взяли участь понад 1000 військовослужбовців. Серед них 14 військовослужбовців загинули та 4 військовослужбовців вважаються зниклими безвісти.

#### Загиблі
- Момот Ігор Федорович
- Штолцель Вільгельм Володимирович

## Завдання Навчального центру
Основне завдання центру — підготовка молодшого персоналу для органів охорони державного кордону. Центр здійснює підготовку, перепідготовку та підвищення професійної кваліфікації, пов'язану з впровадженням новітніх технологій виробництва чи сфери послуг, з формуванням у них необхідних економічних і організаційно-управлінських знань та комп'ютерної грамотності. Навчальний центр здійснює перепідготовку та підвищення професійної кваліфікації незайнятого населення. 
Термін підготовки молодшого персоналу — до 6 місяців.
У Навчальному центрі одночасно може здійснюватися підготовка до 1000 військовослужбовців за різними напрямками підготовки.
За 25 років на базі Навчального центру підготовлено понад 90 тисяч молодших спеціалістів для органів охорони кордону.

### Основні напрямки підготовки
- молодший інспектор прикордонної служби «базова підготовка»;
- дільничний інспектор прикордонної служби;
- інспектор прикордонної служби;
- інспектор прикордонної служби — дозиметрист.

З початком бойових дій на сході держави була перепрофільована система підготовки військовослужбовців на бойові спеціальності:
- Оператор ПТРК;
- Навідник ЗУ-23-2;
- Навідник СПГ-9;
- Водій-механік та навідник-оператор БТР («Когуар», «Тритон»);
- Оператор БпЛА (БпАК);
- Сапер;
- Снайпер;
- Оператор МТК.

## Керівництво
- (2008—2014) полковник Момот Ігор Федорович
- (2014-2024) полковник Коцеруба Дмитро Михайлович
- (2024- дотепер) полковник Явтушенко Віктор Іванович[6]